# Арідей (місячний кратер)
Кра́тер Аріде́й (лат. Ariadaeus) — невеликий метеоритний кратер у західній частині Моря Спокою на видимому боці Місяця. Назву дано на честь македонського царя Філіппа III Аррідея (359—317 до н. е.) й затверджено Міжнародним астрономічним союзом у 1935 році. Утворення кратера відбулось у пізньоімбрійскому періоді.

## Опис кратера

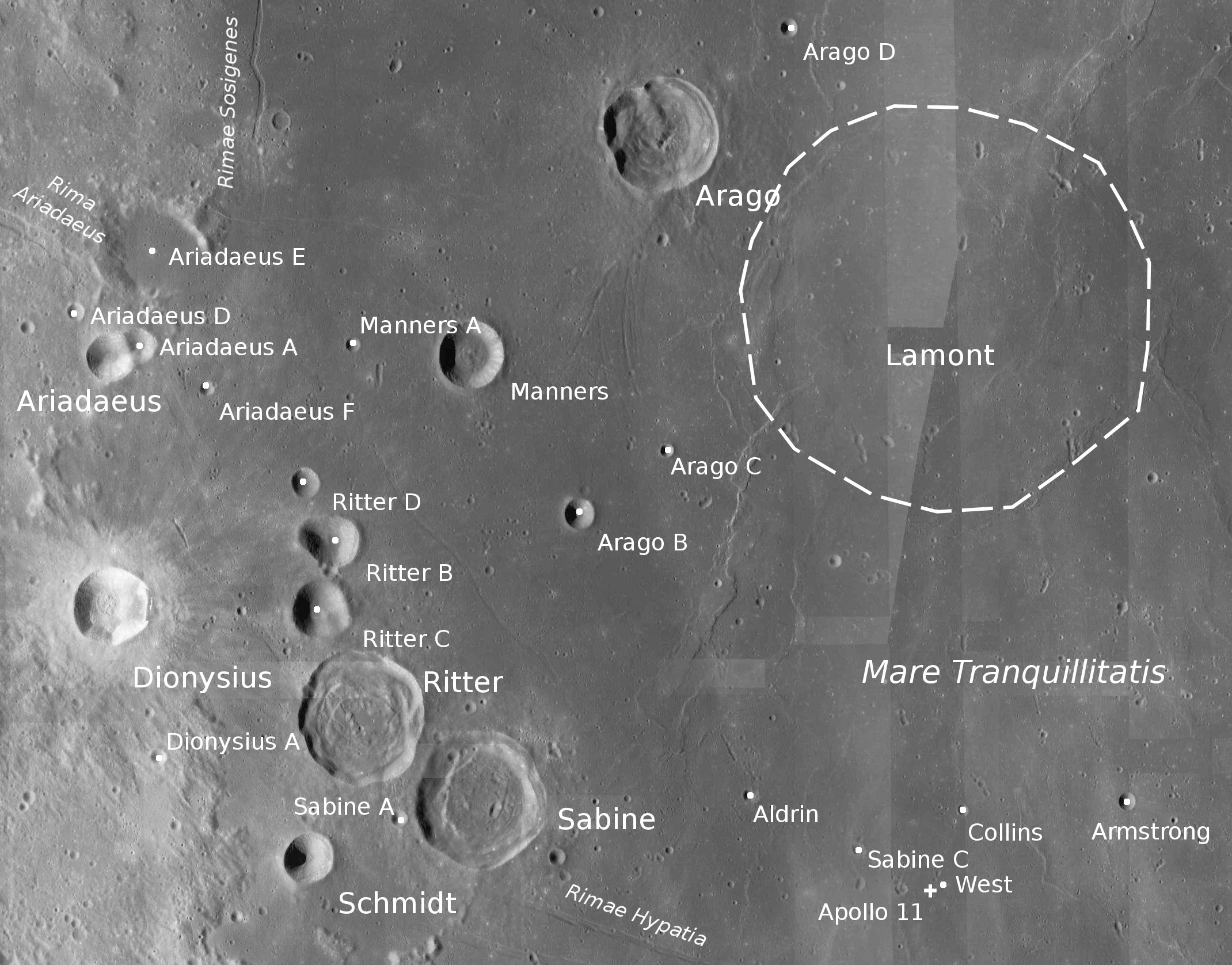
Околиці кратера Арідей. Світлина зонда Lunar Reconnaissance Orbiter

Кратер лежить на східному закінченні борозни Арідея, на північ від кратера розташовані борозни Созігена, на південний схід від кратера відходять Борозни Ріттера. Найближчими сусідами кратера є кратер Юлій Цезар Юлій Цезар на північному заході; кратер Созіген на півночі; кратер Араго на сході північному сході; кратер Маннерс на сході; кратер Ріттер на південному сході; кратер Діонісій на півдні; кратер Дарре на південному заході; кратери Кейлі і Морган на заході південному заході. Селенографічні координати центру кратера — 4°33′ пн. ш. 17°17′ сх. д. / 4.55° пн. ш. 17.28° сх. д., діаметр — 10,4 км, глибина — 1,83 км.
Кратер має чашоподібну полігональну форму, північно-східна частина валу перекрита сателітним кратером Арідей А (див.нижче). Висота валу над навколишньою місцевістю становить 410 м, об'єм кратера приблизно 53 км³. За морфологічними ознаками кратер належить до типу ALC (за назвою типового представника цього класу — кратера Аль-Баттані C). Кратер має яскравість 7° за таблицею яскравостей Шретера.

## Сателітні кратери
| Арідей | Координати                                              | Діаметр, км |
| ------ | ------------------------------------------------------- | ----------- |
| A      | 4°38′ пн. ш. 17°29′ сх. д. / 4.64° пн. ш. 17.49° сх. д. | 7,9         |
| B      | 4°54′ пн. ш. 15°04′ сх. д. / 4.90° пн. ш. 15.06° сх. д. | 7,8         |
| D      | 4°53′ пн. ш. 17°02′ сх. д. / 4.88° пн. ш. 17.03° сх. д. | 3,9         |
| E      | 5°19′ пн. ш. 17°38′ сх. д. / 5.32° пн. ш. 17.63° сх. д. | 22          |
| F      | 4°19′ пн. ш. 18°01′ сх. д. / 4.32° пн. ш. 18.01° сх. д. | 3,2         |

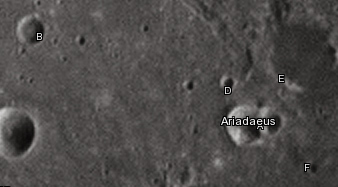
Світлина Девіда Кемпбелла

- Утворення сателітного кратера Арідей B відбулося у пізньоімбрійському періоді[1].